# Universidad Distrital Francisco José de Caldas
La Universidad Distrital Francisco José de Caldas es una universidad pública colombiana, sujeta a inspección y vigilancia por medio de la Ley 1740 de 2014 y la ley 30 de 1992  del Ministerio de Educación de Colombia. Su nombre es honor a Francisco José de Caldas, prócer de la independencia de Colombia. Ofrece sus servicios en 10 sedes ubicadas en Bogotá. Cuenta con 43 programas de pregrado y 34 programas de posgrado. Al finalizar el año 2015 la universidad contaba con un total de 24.310 estudiantes, de los cuales 22.922 cursaban proyectos curriculares de pregrado y 1.388 en los proyectos de postgrado.

## Historia
Fue fundada en 1948 por iniciativa del presbítero Daniel de Caicedo quien además fue su primer rector. Su nombre original fue Universidad Municipal de Bogotá y fue creada por el Concejo de Bogotá para darle educación a los jóvenes de bajos recursos en la ciudad. Su primeras carreras fueron radiotécnica y topografía que con el tiempo se convertirían en Ingeniería Electrónica, Ingeniería Topográfica e Ingeniería Catastral y Geodesia. También existió una carrera asociada al cuidado ambiental, más tarde Ingeniería Forestal.
Hacia finales de 1960, se fortalecieron las áreas de ciencias básicas y de humanidades en subsidio de la tecnología y de la técnica y aparece el departamento de ciencias básicas como la química, la física y la biología hasta humanidades como la filosofía, la historia la antropología y los idiomas
La Universidad tuvo su primera sede donde hoy se ubica el Museo de Desarrollo Urbano, frente al Palacio Liévano y el Capitolio Nacional de Colombia, en el centro histórico de Bogotá. En 1957 cambió su nombre a Universidad Distrital Francisco José de Caldas, adquiriendo carácter de universidad del Estado, cuando Bogotá se convirtió en Distrito Especial, tras los incidentes del Bogotazo que darían origen a la época conocida como La Violencia.
A mediados de los años 1970, la Universidad obtuvo su primer predio donde hoy se encuentra el centro administrativo y la Facultad de Ingeniería. En 1980 se abre el nuevo edificio ubicado en el barrio La Macarena al este de la ciudad, donde se ha establecido la Facultad de Ciencias y Educación, en 1994 surgen la Facultad Tecnológica y la Facultad de Medioambiente y Recursos Naturales. Debido a la inexistencia de un lugar de trabajo propio que le permitiera a la Universidad desarrollar sus actividades con cierta estabilidad, esta estuvo ubicada de manera provisional en varios sectores. Así se recuerda un inmueble que ocupó en el centro de Bogotá frente a la Alcaldía y que pertenecía a los Ferrocarriles Nacionales.
La Universidad siguió creciendo y fue nuevamente ubicada en un espacio perteneciente al comisariato de la Armada Nacional. Allí nacieron los programas de Ingeniería de Sistemas, Ingeniería Electrónica, Ingeniería Industrial y las licenciaturas en educación como lingüística y literatura, en español e inglés, en ciencias sociales, en química, en física, en matemáticas y en biología.
A mediados de la década del 1970, abre una sede en la carrera Séptima con calle 40 donde se encuentra la nueva Torre Administrativa y la Sede Central (de Ingenierías). También, una en el barrio Benjamín Herrera donde con las carreras de ingeniería industrial y catastral y el almacén de topografía. Posteriormente se le entregó las instalaciones de la escuela de enseñanza primaria llamada Escuela Panamericana situada en el barrio 12 de octubre en la calle 76 entre carreras 54 y 52 frente a una estación de policía.
En 1979 fue cerrada dos años y reabierta nuevamente en el barrio La Macarena al oriente de la ciudad. 
Para 1993 y 1994, surge la Facultad Tecnológica, se fortalece la Facultad de Ingeniería y se crea la Facultad de Medio Ambiente y Recursos Naturales. En esa época se establece una antena en Ciudad Bolívar.
En 1999 se integró a la Universidad la Academia Superior de Artes de Bogotá (ASAB), creándose así la Facultad de Artes. Está previsto que se integre con la sede administrativa, entre otras mejoras.
Está prevista la construcción de nuevos edificios en Bosa y en Puente Aranda.

## Himno

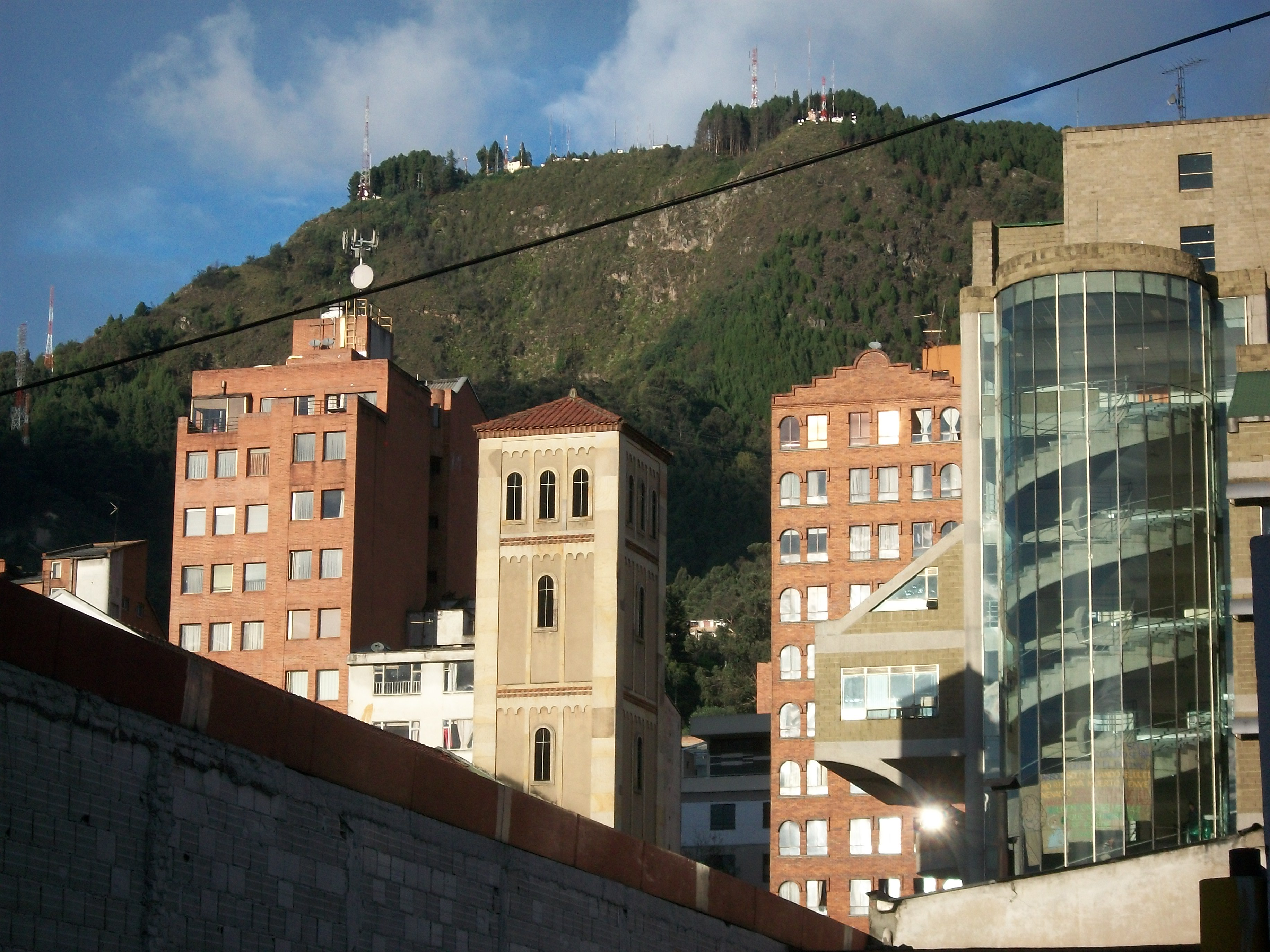
Facultad de Ingeniería, Edificio Sabio Caldas, Chapinero.

La música del himno de la universidad fue compuesta por el maestro Francisco Zumaqué en 1998 con motivo de los 50 años de la Institución. La letra del Himno fue resultado de un concurso donde resultaría ganador la lírica compuesta por el entonces estudiante de Ingeniería Industrial, Rogelio Arturo Castro García . El estreno del Himno fue con la Orquesta Sinfónica Nacional de Colombia dirigida por el ya fallecido maestro Manolov.

## Gobierno Universitario
Está constituido por el Consejo Superior Universitario, el Consejo Académico, la Rectoría y la Secretaría General.

### Consejo Superior Universitario
Es el máximo órgano de dirección y gobierno de la universidad. Está compuesto por el alcalde mayor, un representante del presidente de la República, el ministro de Educación, un representante de las directivas académicas, un exrector, un profesor, un estudiante, un egresado, un representante del sector productivo, y el rector.

### Consejo Académico
Es la máxima autoridad académica de la universidad. Estará integrado por el rector, el vicerrector académico (es su vicepresidente), el vicerrector administrativo, los decanos, el director del Centro de Investigaciones y Desarrollo Científico

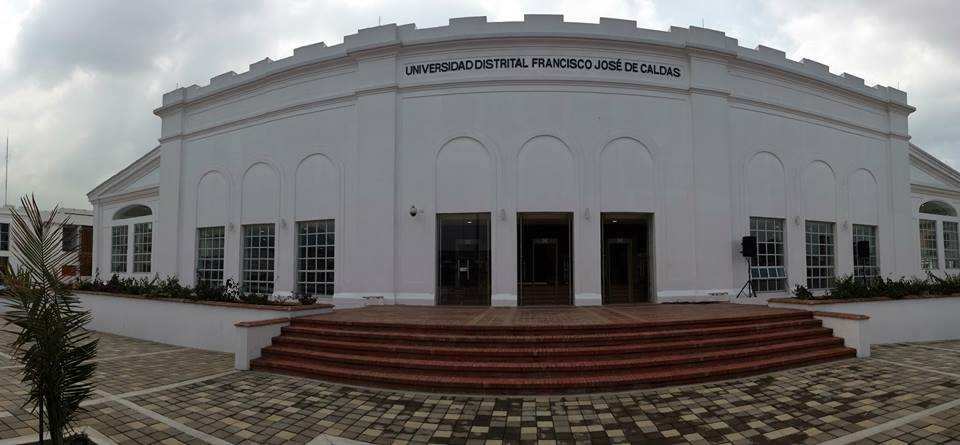
Biblioteca Universitaria Aduanilla de Paiba.

### Rectoría
El rector es el representante legal y la primera autoridad académica, administrativa y ejecutiva; es nombrado por el Consejo Superior Universitario.

### Secretaría General
Es coordinada por el secretario general y le corresponde la conservación y custodia de la memoria institucional, la certificación y difusión de información y asesorar en las actuaciones jurídicas de la universidad. Para el cumplimiento de su misión está integrada por los grupos operativos señalados en el estatuto administrativo de la universidad.

## Facultades

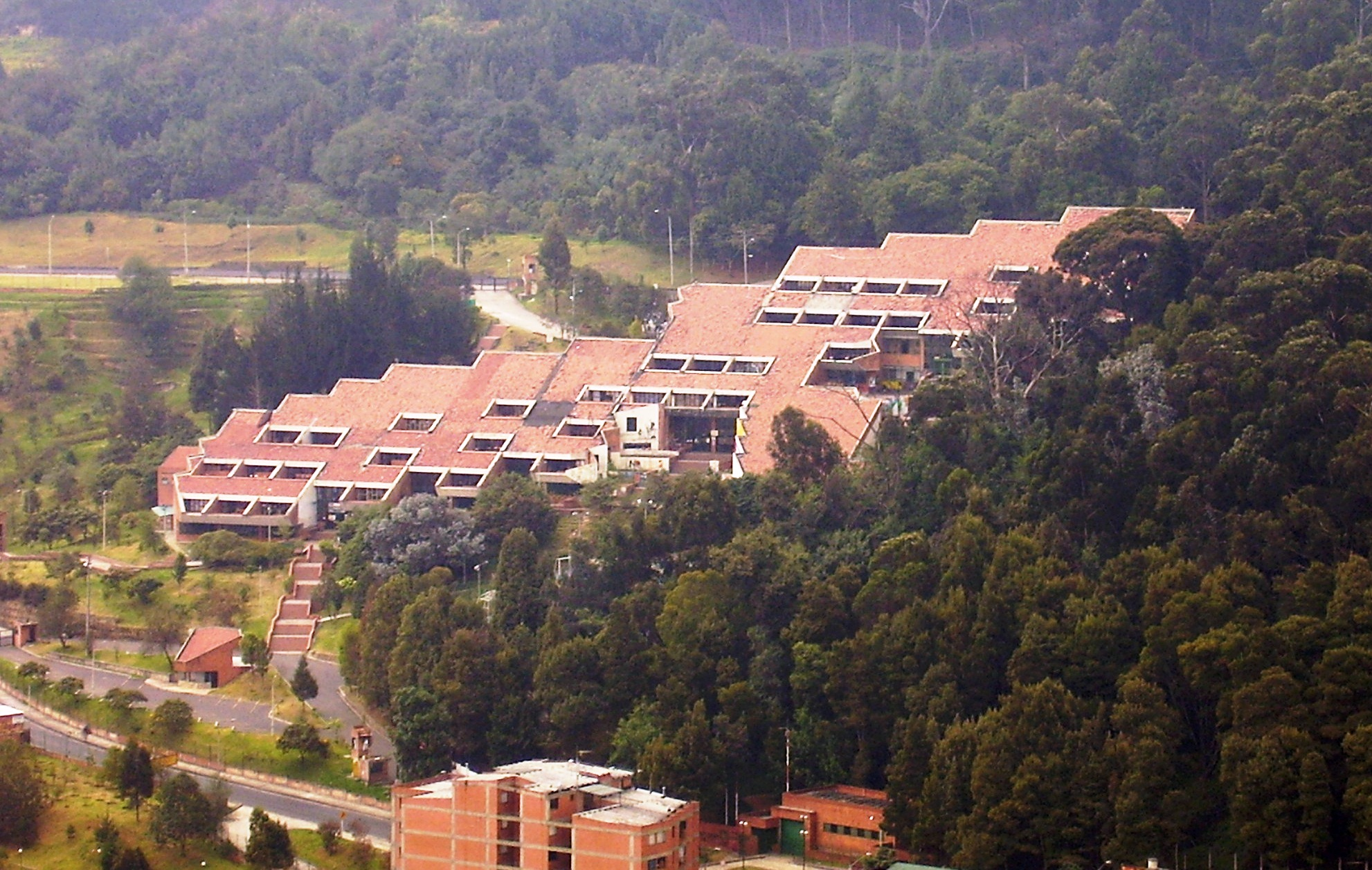
Facultad de Ciencias y educación

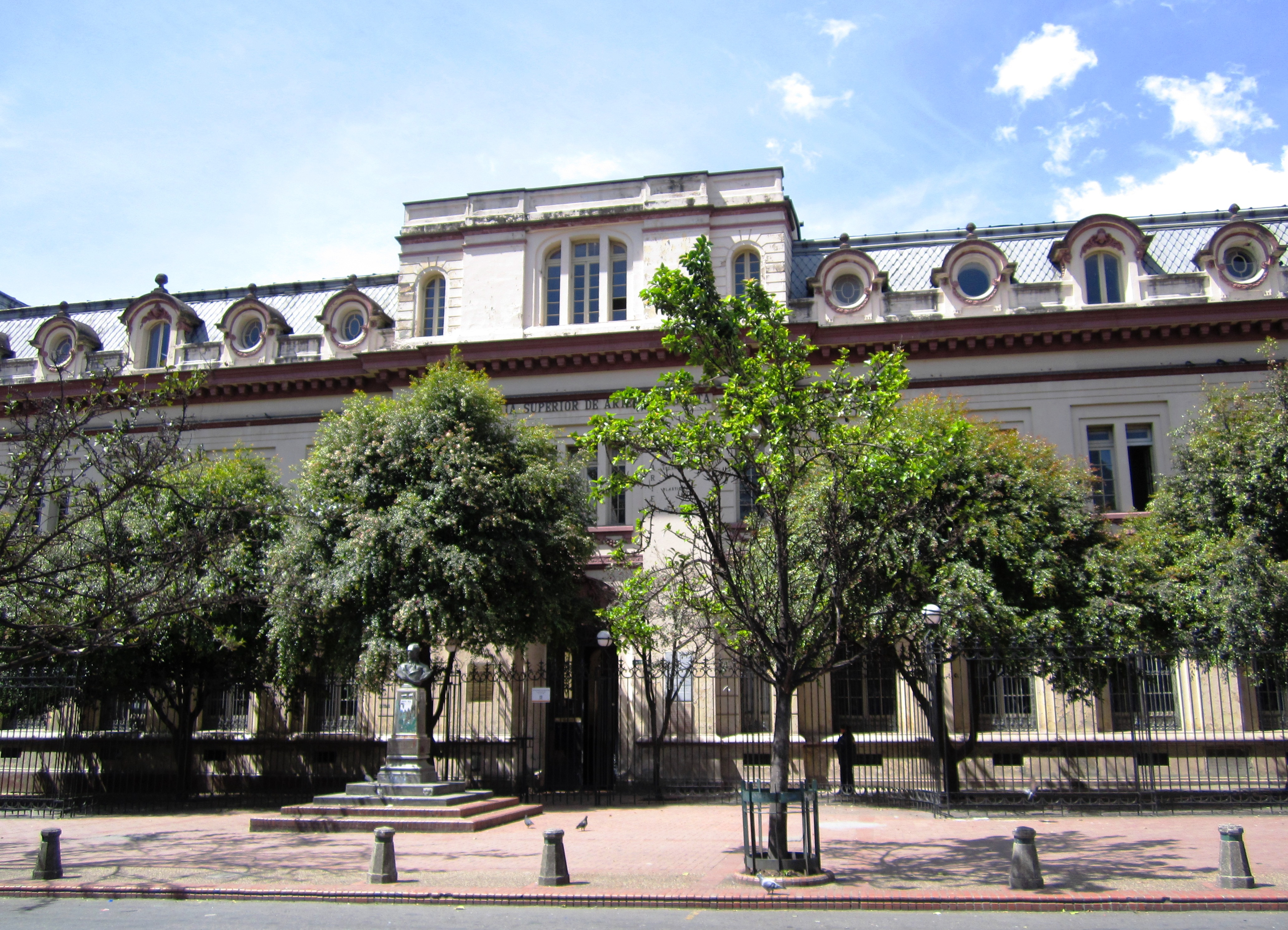
La ASAB en el barrio La Capuchina del centro de Bogotá.

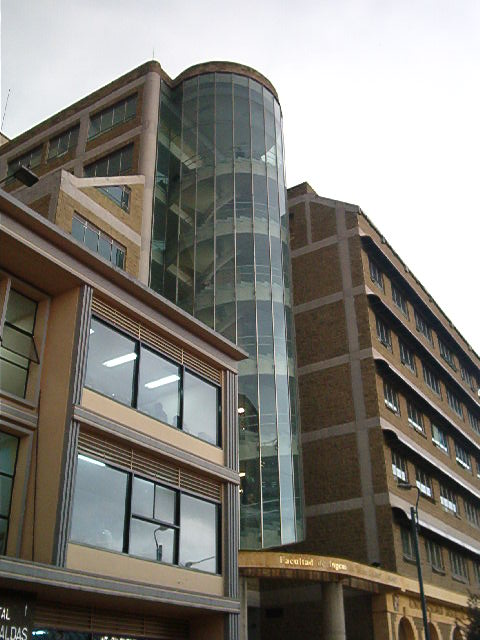
Edificio Facultad de ingeniería

La universidad cuenta con las siguientes facultades:
- Facultad de Ciencias y Educación 
  - Pregrado en Licenciatura en Biología
  - Pregrado en Licenciatura en Ciencias Sociales
  - Pregrado en Licenciatura en Educación Artística
  - Pregrado en Licenciatura en Educación Básica con Énfasis en Inglés
  - Pregrado en Licenciatura en Física
  - Pregrado en Licenciatura en Humanidades y Lengua Castellana
  - Pregrado en Licenciatura en Pedagogía Infantil
  - Pregrado en Licenciatura en Química
  - Pregrado en Matemáticas
- Facultad Tecnológica
  - Tecnología en Gestión de la Producción Industrial
  - Tecnología Electrónica
  - Tecnología en Construcciones Civiles
  - Tecnología en Sistemas Eléctricos de Media y Baja Tensión
  - Tecnología en Sistematización de Datos
  - Tecnología Mecánica
  - Ingeniería en Control
  - Ingeniería en Telecomunicaciones
  - Ingeniería Civil
  - Ingeniería de Producción
  - Ingeniería en Telemática
  - Ingeniería Mecánica
- Academia Superior de Artes de Bogotá
  - Arte Danzario
  - Artes Escénicas
  - Artes Musicales
  - Artes Plásticas
- Facultad de Medio Ambiente
  - Administración ambiental
  - Ingeniería Ambiental
  - Ingeniería Forestal
  - Ingeniería Sanitaria
  - Ingeniería Topográfica
  - Tecnología en Gestión Ambiental y Servicios Públicos
  - Tecnología en Gestión Ambiental y Servicios Públicos
  - Tecnología en Saneamiento Ambiental
  - Tecnología en Levantamientos Topográficos
- Facultad de Ingeniería: 
  - Ingeniería catastral y geodesia
  - Ingeniería electrónica
  - Ingeniería eléctrica
  - Ingeniería industrial
  - Ingeniería sistemas

Con 5.639  estudiantes, en su autonomía tiene como objetivo formar personas a partir del conocimiento y la investigación.

## Sedes

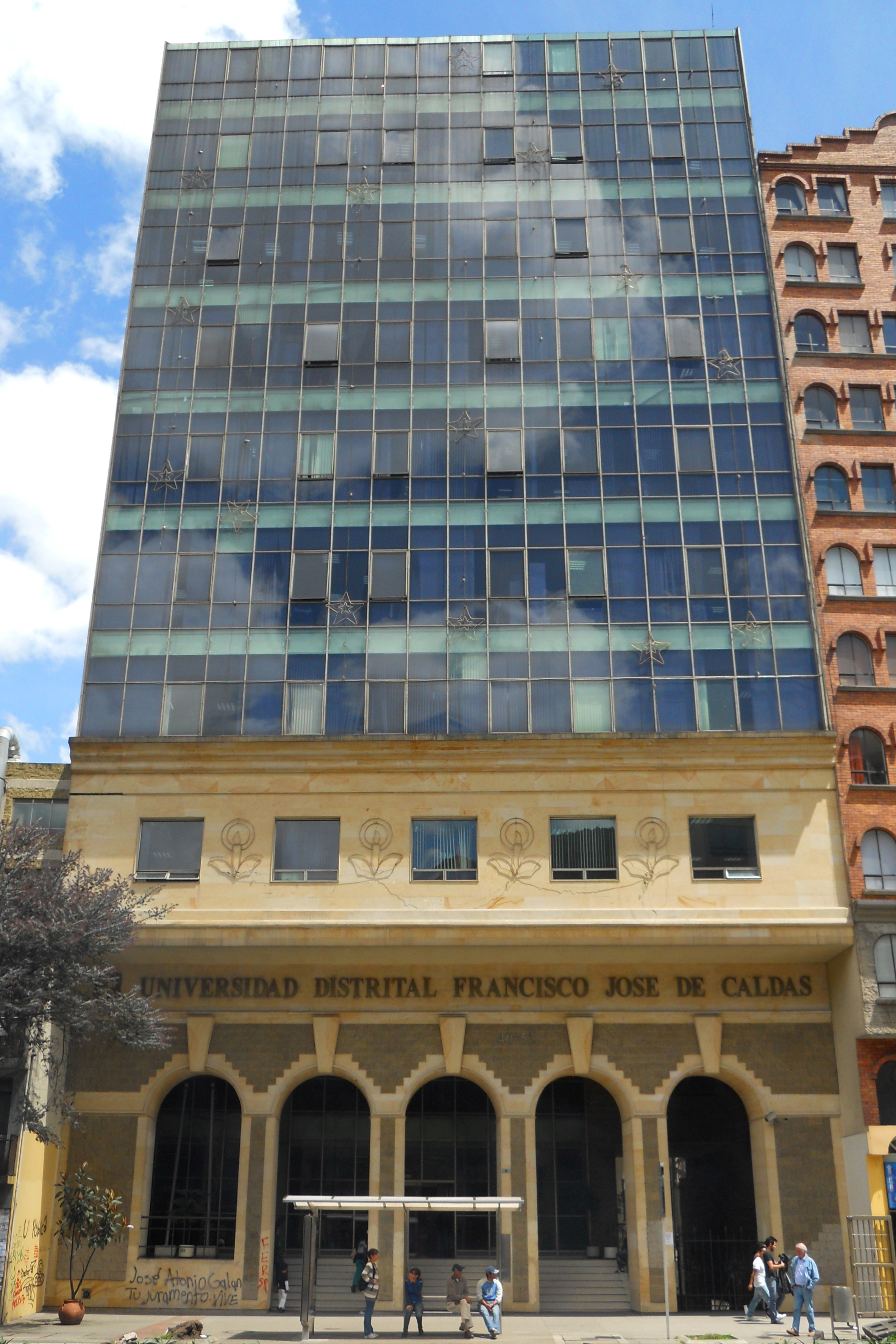
Universidad Distrital, edificio administrativo, sede de la carrera Séptima.

Actualmente el Campus Universitario (considerado como el conjunto arquitectónico de edificios, bibliotecas, laboratorios, centros culturales, auditorios, aulas y áreas ecológicas y de desarrollo ambiental, de esparcimiento físico y espiritual para beneficio de la comunidad universitaria y la ciudadanía en general. está conformado por 12 sedes distribuidas en la ciudad, algunas en propiedad, otras en comodato y arrendamiento.
- Central (Carrera 7 n.º 40B - 53)
- Macarena A (Carrera 3 n.º 26 A - 40)
- Macarena B (Carrera 4 n.º 26 B - 54)
- Tecnológica (Calle 68D Bis A Sur n.º 49F-70)
- El Vivero (Carrera 5 Este No 15-82)
- Posgrados de Ciencias y Educación (Calle 64 A No 30-05)
- Emisora LAUD 90.4 (Calle 31 n.º 6-62 Oficina 801)
- IDEXUD (Avenida Carrera 19 # 33-39)
- Facultad de Artes ASAB (Carrera 13 n.º 14 - 69)
- Academia Luisa A. Calvo - ALAC (Carrera 9 n.º 52 - 52)
- Calle 34 (Cll 34 n.º 13 - 15)
- Biblioteca Central (Carrera 32 n.º 12 - 70)[9]

## Intercambios
El Centro de Relaciones Internacionales, CERI, es una instancia que promociona la internacionalización de la universidad y la apertura formal de escenarios de cooperación nacional e internacional. Sus objetivos son:
- Formular políticas y procedimientos para el manejo de las relaciones con otras instituciones tanto nacionales como extranjeras.
- Diseñar políticas y asesorar al Rector en el manejo de las relaciones inter-institucionales de la Universidad.
- Hacer el seguimiento a los convenios que la Universidad firme y vigilar su ejecución y cumplimiento.
- Generar y desarrollar programas y proyectos de asesoría y consultaría todas las áreas académicas que promueve la Universidad mediante convenios y contratos con entidades empresas nacionales e internacionales.
- Propender por el establecimiento y permanencia de las relaciones con los organismos que fomenten, financien y desarrollen proyectos acordes con los fines y principios de la Universidad.
- Preservar las relaciones y convenios con las otras instituciones velar por la buena marcha de ellas.
- Mantener y desarrollar y fomentar los vínculos de la Universidad con sus egresados.

### Convenios
El CERI (Centro de Relaciones Internacionales) cuenta con 173 convenios vigentes con universidades de todo el mundo, para realizar intercambios académicos de pregrado, posgrado y aprendizaje de idioma. Los países con instituciones para efectuar estos intercambios internacionales son los siguientes.
| País               | Número de convenios |
| América (99)       | América (99)        |
| ------------------ | ------------------- |
| Argentina          | 26                  |
| Brasil             | 18                  |
| Bolivia            | 3                   |
| Canadá             | 3                   |
| Chile              | 22                  |
| Costa Rica         | 3                   |
| Cuba               | 8                   |
| Ecuador            | 8                   |
| Estados Unidos     | 10                  |
| México             | 42                  |
| Panamá             | 3                   |
| Perú               | 11                  |
| Venezuela          | 5                   |
| Asia (7)           |                     |
| Filipinas          | 1                   |
| República de China | 2                   |
| Japón              | 6                   |

| País          | Número de convenios |
| Nacional      | Nacional            |
| ------------- | ------------------- |
| Colombia      | 173                 |
| Europa (68)   |                     |
| Alemania      | 2                   |
| Bulgaria      | 3                   |
| España        | 39                  |
| Francia       | 18                  |
| Italia        | 3                   |
| Polonia       | 1                   |
| Portugal      | 1                   |
| Reino Unido   | 6                   |
| Rusia         | 1                   |
| Suecia        | 3                   |
| Oceanía (1)   |                     |
| Nueva Zelanda | 0                   |

## Institutos

### Instituto de Lenguas
El ILUD es la unidad académica encargada de diseñar y realizar programas especiales en lenguas para la comunidad educativa de la universidad y de programar proyectos de extensión, asesorías y consultorías en el marco de la educación no formal.

### Instituto de Estudios e Investigaciones Educativas
El Instituto de Estudios e Investigaciones Educativas IEIE de la universidad es una unidad académica que realiza programas y proyectos de investigación e innovación educativa, pedagógica y didáctica en diferentes campos del saber. Además el IEIE presta servicios, y consultorías en el ámbito educativo. Su campo de acción es especialmente Bogotá, pero puede actuar nacional e internacionalmente.

### Instituto para la Pedagogía, la Paz y el Conflicto Urbano
El Instituto para la Pedagogía, la Paz y el Conflicto Urbano IPAZUD concentra sus esfuerzos en el conocimiento, el reconocimiento y la práctica académica, investigativa y de extensión en los espacios sociales, culturales y políticos de base que estructuran la vida social y el mundo público para identificar en ellos tanto las formas más localizadas del conflicto y la violencia como las estrategias más vigorosas para emprender procesos de reinvención social que permitan la restitución o el fortalecimiento de la ciudadanía desde la plenitud del ejercicio de los derechos para una democracia sustentada en la equidad social, la diversidad cultural y el pluralismo político.

### Instituto de Extensión y Educación para el Trabajo y Desarrollo Humano
El Instituto de Extensión y Educación para el Trabajo y Desarrollo Humano IDEXUD, tiene como finalidad coordinar los esfuerzos de vinculación de la Universidad con diferentes sectores, especialmente el público, en el aspecto de Extensión. Fue originado en el 2000 por medio del Acuerdo 002-2000, que estable su estructura a la labor de Extensión de la Universidad. No obstante, en el año 2013, por medio del Acuerdo 004-2013, se modifica la denominación del Instituto de Extensión de la universidad, se define y desarrolla el fondo especial de promoción de la Extensión y la Proyección Social de la universidad y se dictan otras disposiciones, lo anterior se reglamenta con la Resolución 503 de 2013.

## Centro de Investigaciones y Desarrollo Científico

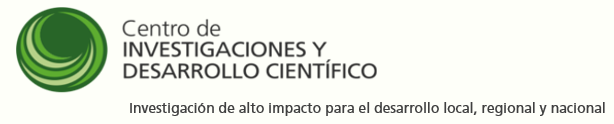
Logo CIDC

La dependencia Centro de Investigaciones y Desarrollo Científico tiene como misión: reglamentar, promover, controlar, evaluar, y socializar la investigación mediante políticas tendientes al desarrollo y consolidación de esta actividad como función esencial de la Universidad.
Como objetivos se plantea:
- Apoyar el trabajo académico e investigativo de docentes y estudiantes en todas sus modalidades.
- Promover la interrelación entre la Universidad y los distintos sectores del Distrito Capital y del país.
- Estimular la formación de grupos de investigación de carácter institucional e interinstitucional de alta calidad.
- Fomentar, coordinar, gestionar, evaluar y divulgar los proyectos de investigación y las actividades derivadas de tales procesos.

## Emisora La UD

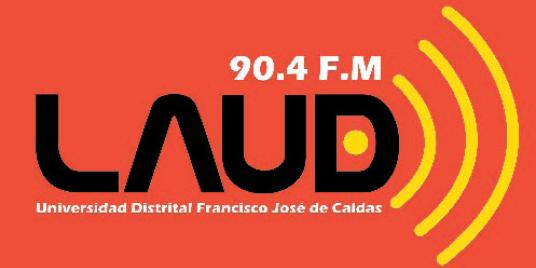
Logotipo de la emisora

La dependencia Emisora LAUD 90.4 FM tiene como misión: Difundir la cultura, la ciencia y la tecnología en Bogotá, a través de una programación orientada hacia el interés público, haciendo énfasis estratégico en la música latinoamericana como identificación, distinción y diferenciación de la Emisora. Además, ser puente de interacción entre la Universidad y el entorno social (Comunidad, Entidades centralizadas y descentralizadas, ONG, etc.), cumpliendo con el objetivo social que la Academia persigue.